# Vallans
Vallans é uma comuna francesa na região administrativa da Nova Aquitânia, no departamento de Deux-Sèvres. Estende-se por uma área de 9,03 km². Em 2010 a comuna tinha 812 habitantes (densidade: 89,9 hab./km²).